# Luzzipeo
Luzzipeo est un village épars constituant la façade maritime de Calenzana, commune française située dans le département de la Haute-Corse et la région Corse.
Village déchu, rasé au XVIe siècle par les Turcs, Luzzipeo désigne aujourd'hui les environs de cet ancien village, dont le principal lieu habité actuellement est l'Argentella.

## Géographie
Constituant l'unique façade maritime de la commune de Calenzana, Luzzipeo désigne l'ensemble des territoires dominant la baie de Crovani. Son centre géographique est le lieu-dit Vignaccia, à proximité de l'ancienne église piévane Saint-Cyr (San Quìlicu). Le hameau le plus peuplé de l'actuel Luzzipeo est l'Argentella, minuscule station balnéaire située au fond de la baie. Les côtes de Luzzipeo s'étendent de la Revellata (qui surveille Calvi) à la Punta di Ciuttone (aux confins de la baie de Crovani et du golfe de Galéria).
Seul débouché maritime de l'ancienne piève d'Olmia, la localité n'entretient pourtant que peu de liens avec le gros village de Calenzana dont elle dépend administrativement et qui se situe à 34 km de distance par la route.

### Accès
La localité de Luzzipeo est traversée par la D81b qui relie Galéria à Calvi par la côte (l'axe principal entre Galéria et Calvi étant l'ex-RN 199, actuelle D81, qui passe par l'intérieur des terres et franchit le col de Marsolino). Luzzipeo se situe à 16 km de Galéria et 21 km de Calvi.
Le village est distant, par route, de :
- 16 km de Galéria,
- 21 km de Calvi,
- 25 km de Barghiana,
- 30 km de Lumio,
- 34 km de Calenzana,
- 44 km de l'Île-Rousse,
- 59 km de Porto,
- 89 km de Saint-Florent,
- 95 km de Vico,
- 106 km de Corte,
- 112 km de Bastia,
- 138 km de Cervione,
- 139 km d'Ajaccio,
- 152 km d'Aléria,
- 157 km de Rogliano,
- 199 km de Propriano,
- 210 km de Sartène,
- 222 km de Porto-Vecchio,
- 250 km de Bonifacio.

## Histoire
Au XVIe siècle, Luzzipeo constituait le seul lieu habité de la pieve de Chiomi. Lo Cipeo, devenu par la suite Luzzipeo, dominait la baie de Crovani sur la commune de Calenzana ; rayé des cartes, le village avait d'ailleurs été ruiné à cette époque par les Turcs.

## Toponymie
Le toponyme de Luzzipeo n'étant attesté sur aucune des cartes actuelles et des cartes anciennes qui nous sont parvenues, son orthographe est sujette à caution. La seule source historique date du XVIe siècle et évoque ce lieu sous le nom de lo Cipeo. L'orthographe la plus répandue semble être directement calquée sur la prononciation actuelle de ce toponyme par les gens de la région. Luzzipeo se trouve écrit sous cette forme dans divers travaux traitant de l'histoire et du patrimoine religieux de ces terres.
En corse le village se nomme Luzzipeu.

## Patrimoine

### Patrimoine naturel

#### Site naturel de Crovani
C'est un site naturel inscrit, propriété du Conservatoire du Littoral,.

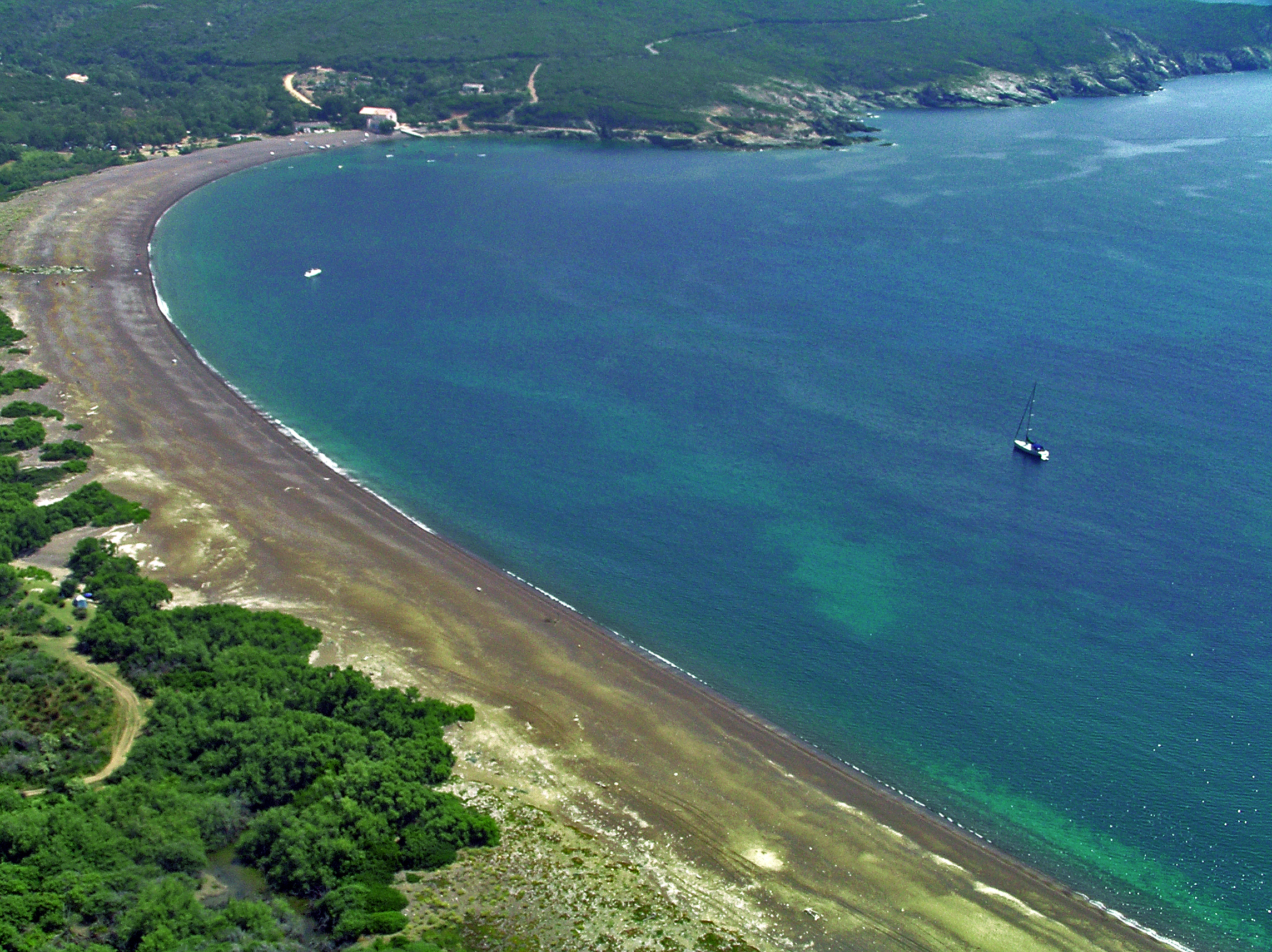
La plage de l'Argentella
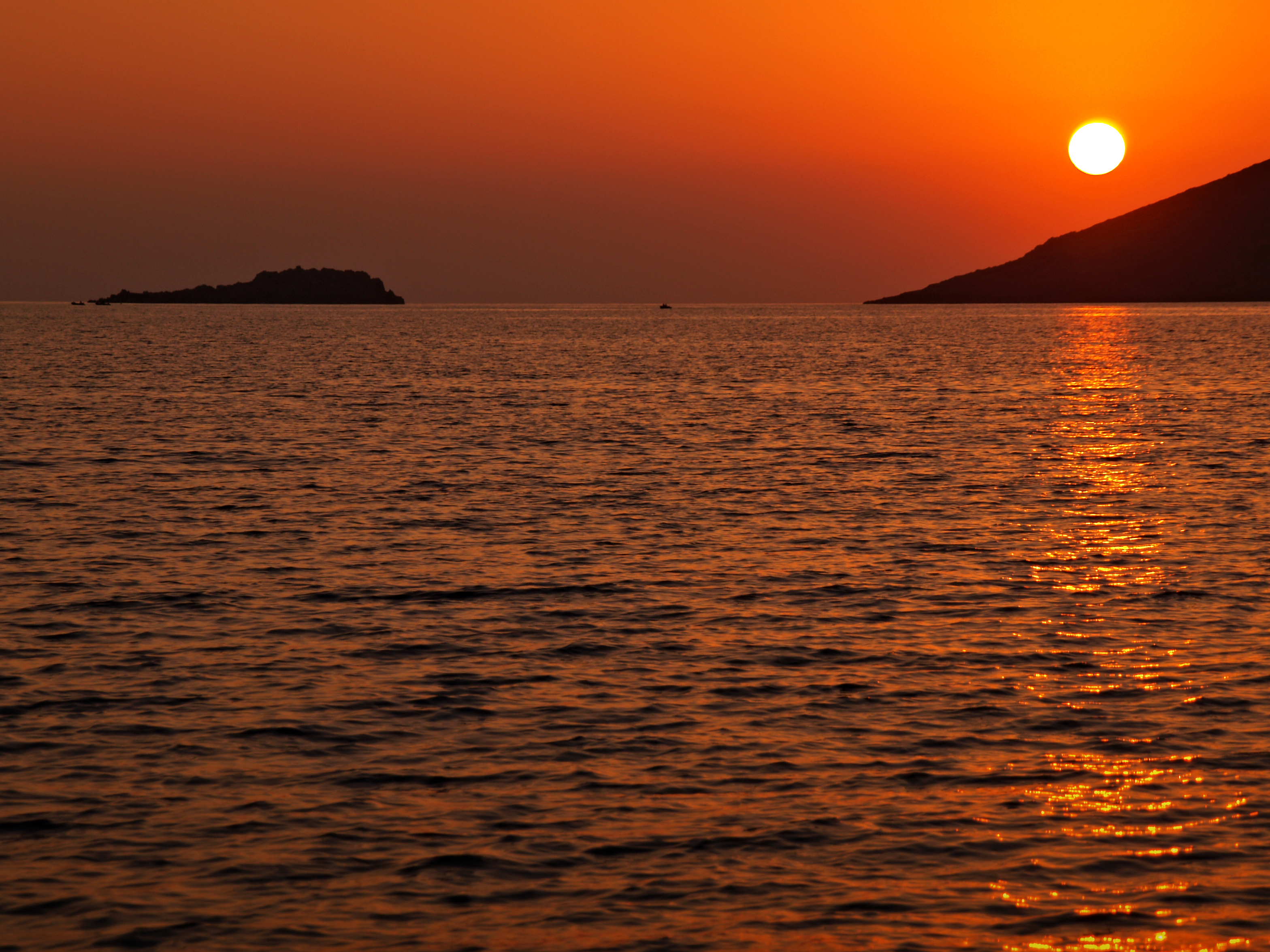
Rivage nord de la baie de Crovani
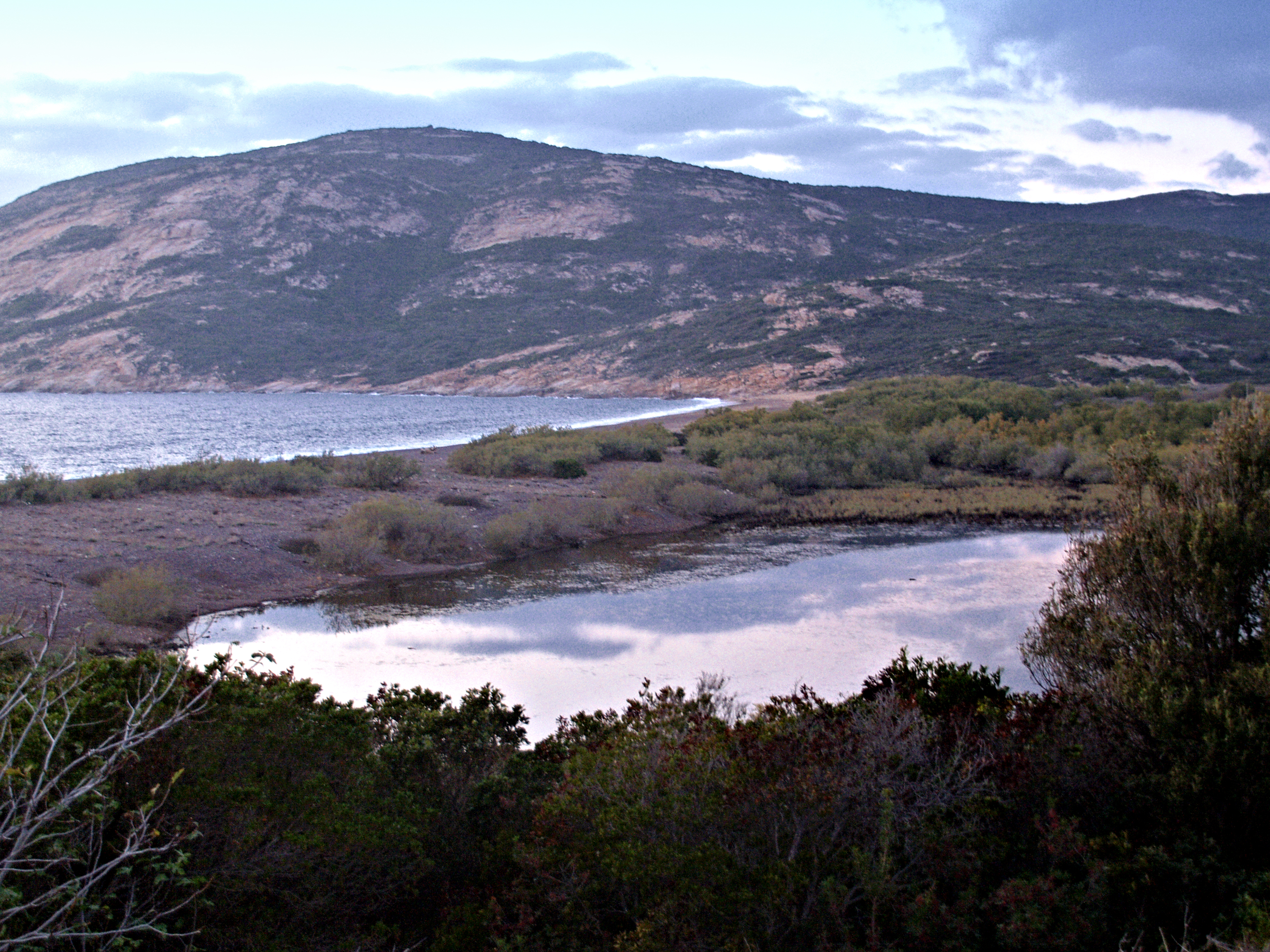
L'étang de Crovani

#### Lac de l'Argentella

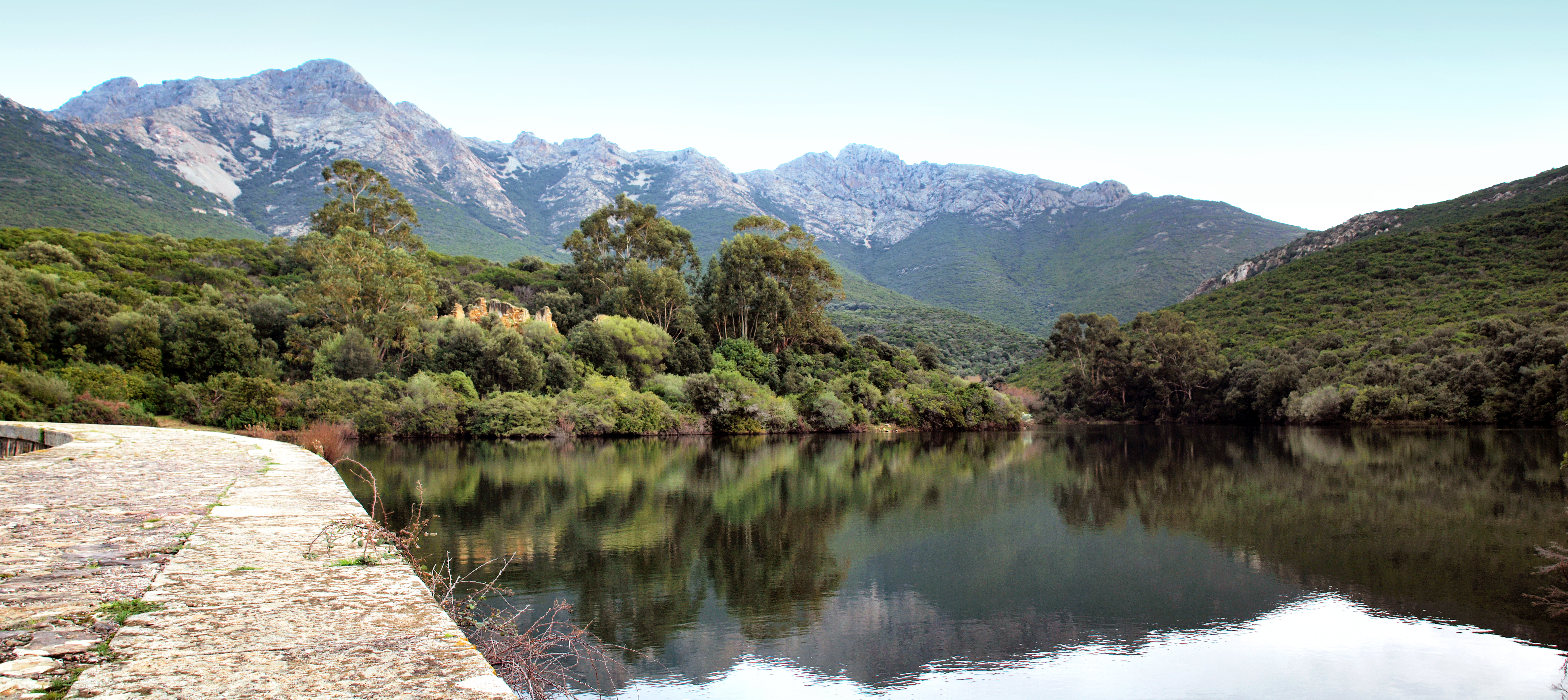
Panorama sur le barrage de l'Argentella

Le lac de l'Argentella est un petit lac de barrage situé au sud du massif de l'Argentella. Il fut construit dans les années 1870 pour le fonctionnement des mines de plomb argentifère de l'Argentella dont il a emprunté le nom.
Il s'agit du plus ancien lac de barrage en Corse.

### Patrimoine religieux
- Église Saint-Cyr (San Quìlicu), située à 200 mètres du lieu-dit Vignaccia. D'architecture romane, cette ancien édifice piévan ruiné demeure en relativement bon état et est daté du XIe siècle[6].
- Église Saint-Laurent (San Lurenzu), située à 1 km en amont du lac de l'Argentella. N'en subsistent plus que quelques pierres.

### Patrimoine civil

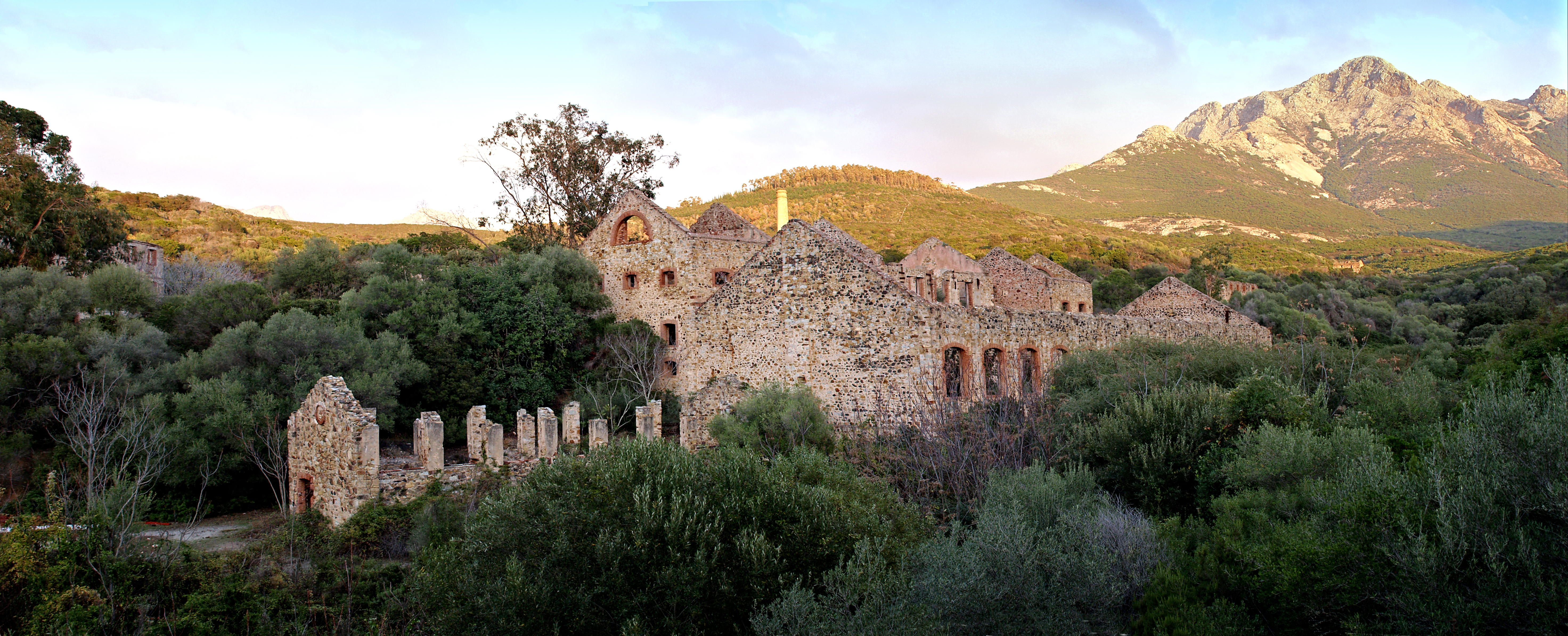
Anciennes mines de l'Argentella

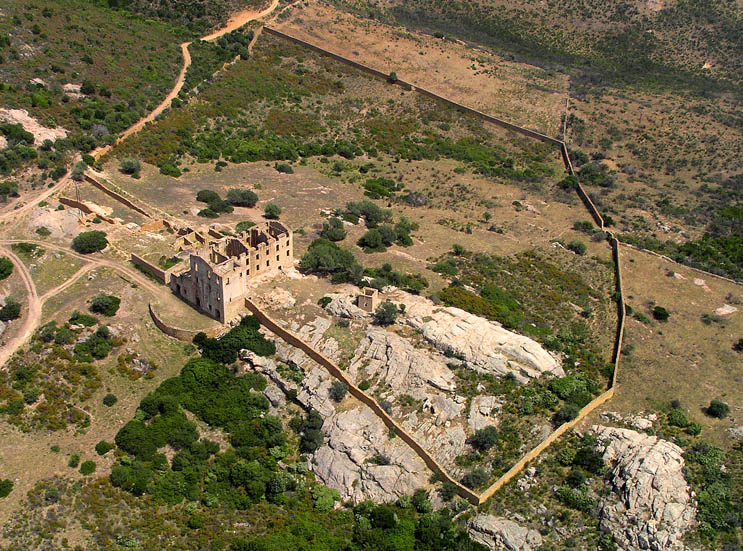
Vue aérienne du pavillon Bonaparte et de la Torra Mozza

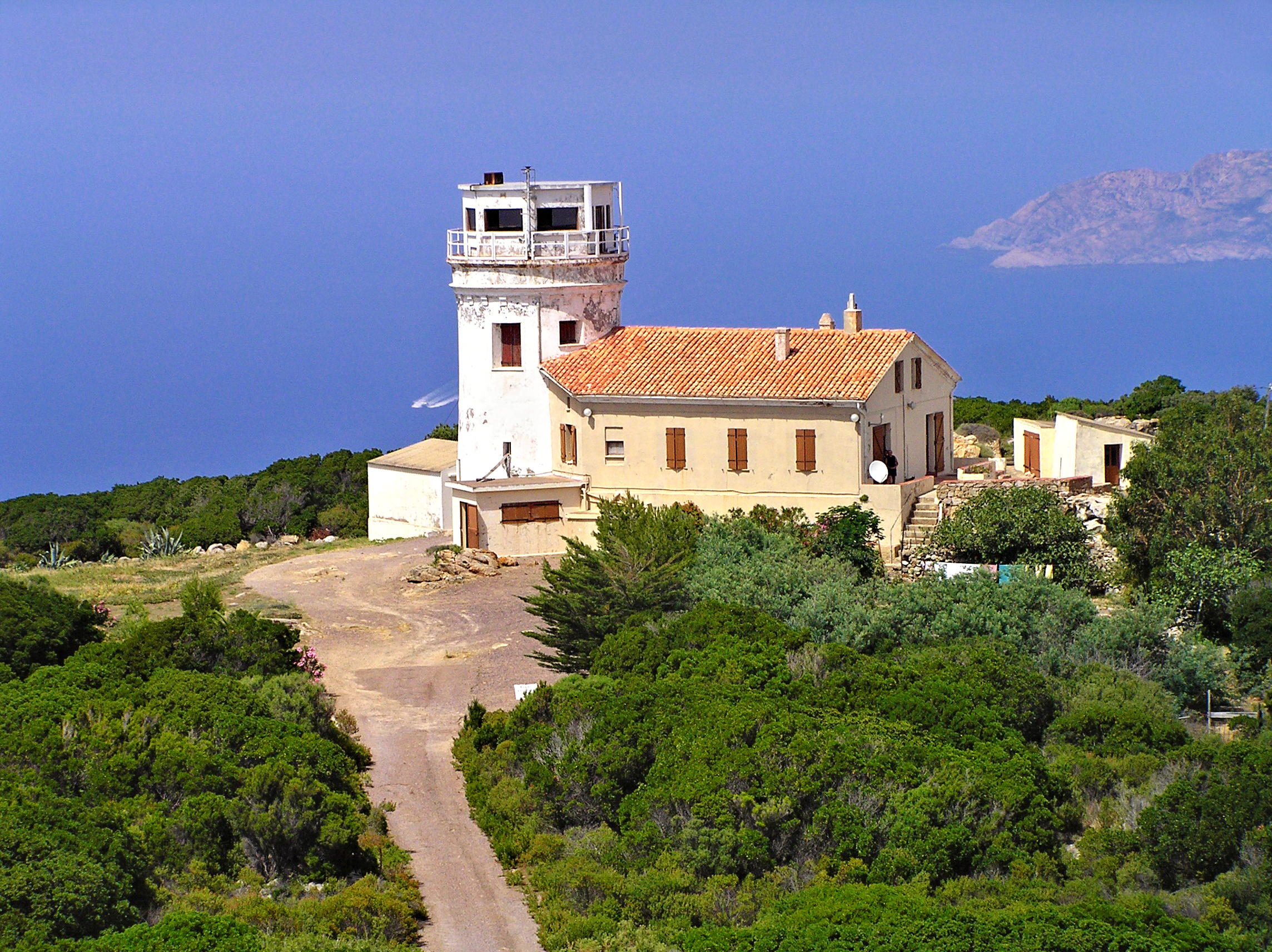
Sémaphore de Cavallo

#### Les mines de l'Argentella
Les mines de plomb argentifère et de cuivre de l'Argentella sont situées au pied du Capu di l'Argentella (813 m), sur les hauteurs de Luzzipeo (communes de Calenzana et de Galéria). L'exploitation occupait les lieux-dits Bocca Bassa ; Campo Astro ; Capo di l'Argentella ; Ferragliola ; Monte Martino ; Ogliastrone ; Valle Calde. 
En 1847, le site fait l'objet de plusieurs permis de recherches. De 1848 à 1851 des travaux sont effectués. Le 9 janvier 1856, la concession de l'Argentella avait une superficie de 1 091 ha. Elle est octroyée à la "Compagnie Moullet Frères". Le gisement demeure inexploité de 1857 à 1865 faute de capitaux.

À partir de 1869, démarrent les premières grandes réalisations. Elles porteront, alternativement, sur le gisement de plomb argentifère et sur le gisement de cuivre de Valle Calde.

En 1873, débute la réalisation de très importants travaux, concernant entre autres la construction le long du ruisseau de Cardiccia, d'une vaste usine destinée à l'enrichissement et au lavage du minerai et de bâtiments administratifs, l'édification d'un barrage sur le ruisseau de Chierchiu, l'aménagement du port Julia dans la baie de Crovani.
Les mines ont employé jusqu'à 170 ouvriers ; elles n'en auront plus qu'une centaine entre 1875 et 1877. 30 tonnes de minerai par jour sont seulement livrées à l'usine.

Dès 1876, l'usine ne travaillera plus que quatre à cinq semaines deux fois par an. En 1878, seules 30 tonnes de minerai seront extraites.
En 1886, la mine est vendue à des investisseurs anglais. La société "L'Argentella Mining Company" redémarre l'exploitation ; elle emploie près de 150 personnes parmi lesquels 80 mineurs. L'exploitation est abandonnée de 1888 à 1891. En janvier 1891 des travaux sont repris sur les secteurs d'Ogliastrone et Bocca Bassa.  

En 1898, le nouveau concessionnaire démantèle l'usine puis cède la concession.
Plusieurs sociétés se succèdent ensuite. Le 24 janvier 1964, la déchéance de la concession est prononcée.
Les mines sont reprises à l'Inventaire général du patrimoine culturel - Dossier versé le 10 août 2006.

#### Pavillon Bonaparte et Torra Mozza
Le pavillon Bonaparte est situé au sommet d'une petite colline surplombant la baie de Crovani, site qui fut au XIXe siècle la propriété du prince Pierre-Napoléon Bonaparte. Cette maison de chasse est construite à côté de la Torra Mozza, une ancienne tour génoise ruinée située à 1 km au nord de Vignaccia. Le château fut incendié et détruit pendant la chute du Second Empire.

#### Torra Truccia
Torra Truccia est le nom de la tour génoise située à 1,750 km distance orthodromique au sud de l'ancien sémaphore de Cavallo. Aujourd'hui ruinée, elle est bâtie sur un piton rocheux à 301 m d'altitude, à environ 340 m de la côte. Elle faisait partie du dispositif de guet et de défense mis en place par les Génois au XVIe siècle et se trouvait en relation directe avec la Torra Mozza située à 1,5 km au sud-est, avec laquelle elle correspondait par feux. La tour est accessible par un sentier, depuis le lieu-dit Mansu, proche de la D81b.

#### Sémaphore de Cavallo
Le sémaphore de Cavallo est situé à 4 km au nord de Vignaccia sur le Capo al Cavallo. Il resta en activité entre 1810 et 1987. Il appartient depuis 2009 au Conservatoire du Littoral, en vue d'une gestion accrue sur les côtes du Filosorma, notamment au niveau de Luzzipeo.
Accessible par une ancienne piste partant des environs de la Bocca Serria, le sémaphore offre du haut de ses 295 mètres d'altitude un remarquable panorama sur toute la côte environnante, de la Revellata à Scandola, ainsi que sur le massif de l'Argentella et les sommets du Filosorma (entre autres Paglia Orba, Capu Tafunatu et Capu a u Ceppu).